# Philidris nagasau
Philidris nagasau è una specie di formiche appartenente al genere Philidris.
Questa specie è endemica delle isole Fiji.
Fu descritta da Mann nel 1921.
Nel 2016, alcuni ricercatori dell'Università di Monaco di Baviera, in Germania, hanno scoperto che P. nagasau è simbionticamente legata ad alcune specie di piante di Squamellaria: le formiche provvedono a diffondere i semi e a nutrire le piante, mentre queste ultime provvedono a fornire alle formiche le sostanze zuccherine. Tale collaborazione perdura da circa 3 milioni di anni.